# معنا (زبان‌شناسی)

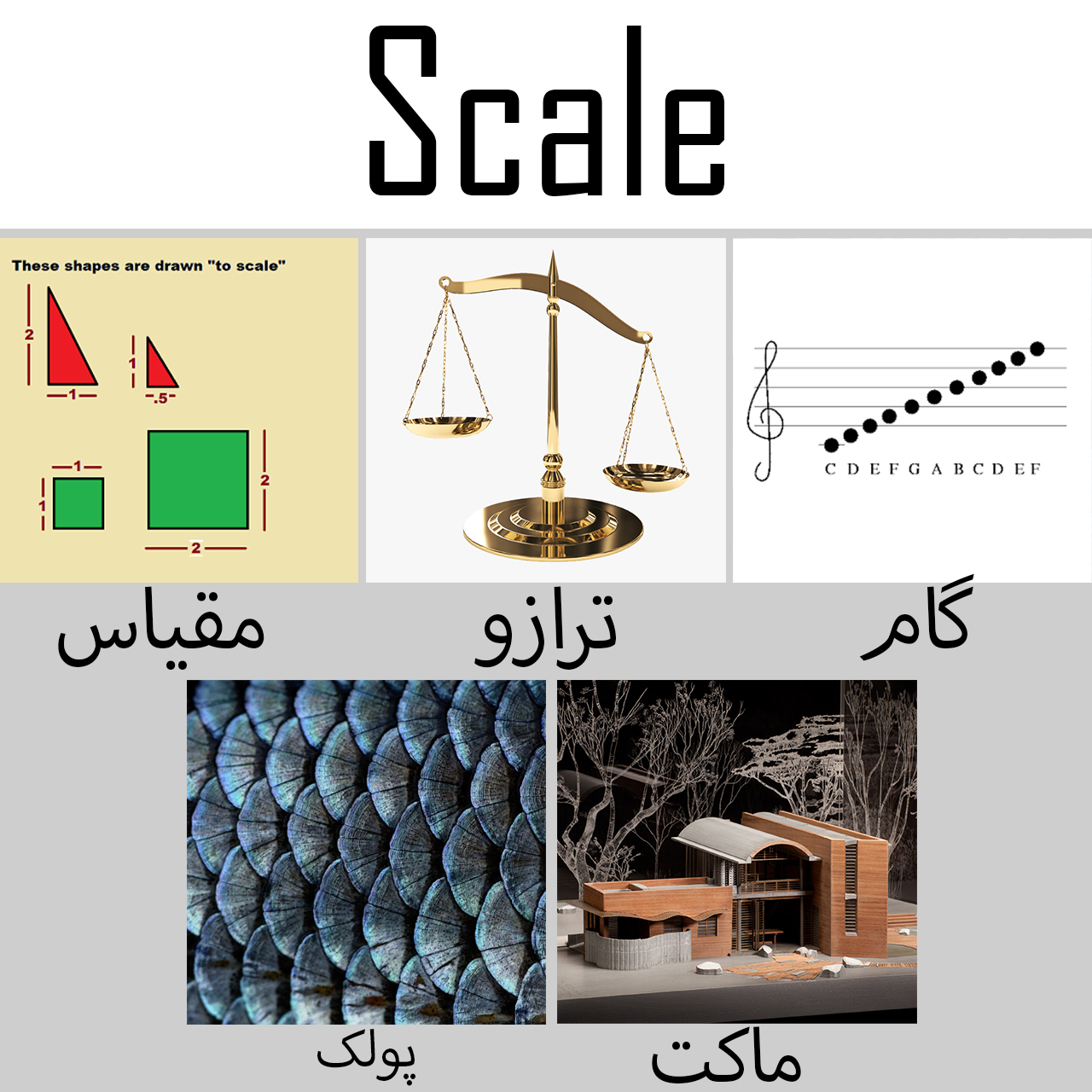
واژه Scale در زبان انگلیسی پنج معنای متفاوت دارد.

در زبان‌شناسی، معنا یا به پارسی سره چِم، اطلاعات و دانسته‌ها یا مفاهیمی است که فرستنده، در ارتباط با یک گیرنده، قصد انتقال آن را دارد یا آنها را منتقل کند.